# Гарі Пейтон
Гарі Двейн Пейтон (англ. Gary Dwayne Payton, нар. 23 липня 1968, Окленд, Каліфорнія, США) — американський професіональний баскетболіст, що грав на позиції розігруючого захисника за низку команд НБА. Гравець національної збірної США. Чемпіон НБА. Олімпійський чемпіон 1996 року та 2000 року у складі Збірної США.
2013 року введений до Баскетбольної Зали слави (як гравець). Вважається одним з найкращих розігруючих захисників в історії та є єдиним розігруючим захисником в історії НБА, який отримував нагороду найкращого оборонного гравця.

## Ігрова кар'єра

### Ранні роки
Починав грати в баскетбол у команді старшої школи Скайлайн (Окленд, Каліфорнія). На університетському рівні разом з Грегом Фостером грав за команду Орегон Стейт (1986–1990). На свій другий рік перебування в університеті почав гірше вчитися, через що йому було заборонено виступати за заклад. Під тиском батька він змушений був сконцентруватися на навчанні, щоб покращити успішність, після чого знову мав право виступати за спортивну команду. 1990 року попав на обкладинку журналу «Sports Illustrated», як найкращий гравець США серед студентів. Того ж року був визнаний Всеамериканським спортсменом, а також найкращим баскетболістом конференції Pac-10. Закінчуючи університет, був його лідером за кількістю набраних очок, результативних передач, перехоплень, влучань з гри та влучань триочкових кидків. На 2017 рік залишається лідером в історії Орегон Стейт за всіма цими показниками, крім кількості триочкових влучань.

### Сіетл Суперсонікс
1990 року був обраний у першому раунді драфту НБА під загальним 2-м номером командою «Сіетл Суперсонікс». Захищав кольори команди із Сіетла протягом наступних 13 сезонів. У перші два сезони не відзначався особливою результативністю, набираючи 8,2 очка за матч. Однак надалі почав забивати більше і вважався одним з найкращих розігруючих захисників у лізі. Разом з Шоном Кемпом утворили славнозвісний дует, який прозвали «Sonic Boom». 9 разів включався до збірної зірок НБА, 1996 року отримав нагороду найкращого захисного гравця, 9 разів брав участь у матчах всіх зірок, два з яких були у старті 1997 та 1998 років. 1996 та 2000 року ставав олімпійським чемпіоном у складі Збірної США. 1996 року у складі «Сіетла» під керівництвом Джорджа Карла дійшов до фіналу НБА, де його команда програла «Чикаго Буллз» з Майклом Джорданом на чолі.

### Мілвокі Бакс
Посеред сезону 2002-2003 року разом з Десмондом Мейсоном був обміняний до складу «Мілвокі Бакс» на Рея Аллена, Кевіна Оллі та Рональда Маррея. За нову команду відіграв решту сезону, взявши участь у 28 матчах, в яких набирав 19,6 очка та 7,4 асиста за гру. Допоміг команді дійти до першого раунду плей-оф, де вона поступилася «Нью-Джерсі Нетс».

### Лос-Анджелес Лейкерс
2003 року перейшов до «Лос-Анджелес Лейкерс», у складі якої провів наступний сезон своєї кар'єри. Разом з ним до команди також прийшов Карл Мелоун, тому у команди були чемпіонські амбіції. Зіграв зі старту в усіх 82 матчах регулярного сезону, в яких набирав 14,6 очка та 5,5 асиста. Проте він не зовсім вписувався в модель трикутного нападу Філа Джексона, яка обмежувала його гру. У матчах, коли Шакіл О'Ніл та Кобі Браянт не грали, брав на себе роль лідера команди. Допоміг команді виграти Західну конференцію, обігравши у фіналі «Міннесота Тімбервулвз». Проте у фіналі НБА перемогу святкували «Детройт Пістонс», а їх лідер та опонент Пейтона Чонсі Біллапс отримав нагороду найціннішого гравця фіналу.

### Бостон Селтікс
Наступною командою в кар'єрі гравця була «Бостон Селтікс», за яку він відіграв один сезон та набирав 11,3 очка та 6,1 асиста за гру.

### Маямі Гіт
Останньою ж командою в кар'єрі гравця стала «Маямі Гіт», до складу якої він приєднався 2005 року і за яку відіграв 2 сезони. Більшість часу був шостим номером, проте проводив на майданчику 28 хвилин у своєму першому сезоні в Маямі та 22 — у другому. 2006 року став чемпіоном НБА, вигравши свій єдиний чемпіонський титул в кар'єрі.

## Профіль гравця
Пейтон — відомий треш-токер. Через це часто отримував технічні фоли та знаходиться за цим показником на третьому місці в історії ліги після Джеррі Слоуна та Рашида Воллеса. Він також відомий як один з найкращих опікунів Майкла Джордана.

## Статистика виступів в НБА
| † | Позначає сезон, в якому Гарі Пейтон ставав чемпіоном НБА |
|   | Лідер ліги                                               |

### Регулярний сезон
| Сезон              | Команда                | GP    | GS    | MPG  | FG%  | 3P%  | FT%   | RPG | APG | SPG  | BPG | PPG  |
| ------------------ | ---------------------- | ----- | ----- | ---- | ---- | ---- | ----- | --- | --- | ---- | --- | ---- |
| 1990–91            | «Сіетл Суперсонікс»    | 82    | 82    | 27.4 | .450 | .077 | .711  | 3.0 | 6.4 | 2.0  | .2  | 7.2  |
| 1991–92            | «Сіетл Суперсонікс»    | 81    | 79    | 31.5 | .451 | .130 | .669  | 3.6 | 6.2 | 1.8  | .3  | 9.4  |
| 1992–93            | «Сіетл Суперсонікс»    | 82    | 82    | 31.1 | .494 | .206 | .770  | 3.4 | 4.9 | 2.2  | .3  | 13.5 |
| 1993–94            | «Сіетл Суперсонікс»    | 82    | 82    | 35.1 | .504 | .278 | .595  | 3.3 | 6.0 | 2.3  | .2  | 16.5 |
| 1994–95            | «Сіетл Суперсонікс»    | 82    | 82    | 36.8 | .509 | .302 | .716  | 3.4 | 7.1 | 2.5  | .2  | 20.6 |
| 1995–96            | «Сіетл Суперсонікс»    | 81    | 81    | 39.0 | .484 | .328 | .748  | 4.2 | 7.5 | 2.9* | .2  | 19.3 |
| 1996–97            | «Сіетл Суперсонікс»    | 82    | 82    | 39.2 | .476 | .313 | .715  | 4.6 | 7.1 | 2.4  | .2  | 21.8 |
| 1997–98            | «Сіетл Суперсонікс»    | 82    | 82    | 38.4 | .453 | .338 | .744  | 4.6 | 8.3 | 2.3  | .2  | 19.2 |
| 1998–99            | «Сіетл Суперсонікс»    | 50    | 50    | 40.2 | .434 | .295 | .721  | 4.9 | 8.7 | 2.2  | .2  | 21.7 |
| 1999–2000          | «Сіетл Суперсонікс»    | 82    | 82    | 41.8 | .448 | .340 | .735  | 6.5 | 8.9 | 1.9  | .2  | 24.2 |
| 2000–01            | «Сіетл Суперсонікс»    | 79    | 79    | 41.1 | .456 | .375 | .766  | 4.6 | 8.1 | 1.6  | .3  | 23.1 |
| 2001–02            | «Сіетл Суперсонікс»    | 82    | 82    | 40.3 | .467 | .314 | .797  | 4.8 | 9.0 | 1.6  | .3  | 22.1 |
| 2002–03            | «Сіетл Суперсонікс»    | 52    | 52    | 40.8 | .448 | .298 | .692  | 4.8 | 8.8 | 1.8  | .2  | 20.8 |
| 2002–03            | «Мілвокі Бакс»         | 28    | 28    | 38.8 | .466 | .294 | .746  | 3.1 | 7.4 | 1.4  | .3  | 19.6 |
| 2003–04            | «Лос-Анджелес Лейкерс» | 82    | 82    | 34.5 | .471 | .333 | .714  | 4.2 | 5.5 | 1.2  | .2  | 14.6 |
| 2004–05            | «Бостон Селтікс»       | 77    | 77    | 33.0 | .468 | .326 | .761  | 3.1 | 6.1 | 1.1  | .2  | 11.3 |
| 2005–06†           | «Маямі Гіт»            | 81    | 25    | 28.5 | .420 | .287 | .794  | 2.9 | 3.2 | .9   | .1  | 7.7  |
| 2006–07            | «Маямі Гіт»            | 68    | 28    | 22.1 | .393 | .260 | .667  | 1.9 | 3.0 | .6   | .0  | 5.3  |
| Усього за кар'єру  | Усього за кар'єру      | 1,335 | 1,233 | 35.3 | .466 | .317 | .729  | 3.9 | 6.7 | 1.8  | .2  | 16.3 |
| В іграх усіх зірок | В іграх усіх зірок     | 9     | 2     | 20.8 | .436 | .273 | 1.000 | 3.3 | 8.1 | 2.1  | .0  | 9.4  |

### Плей-оф
| Сезон             | Команда                | GP  | GS  | MPG  | FG%  | 3P%  | FT%   | RPG | APG | SPG | BPG | PPG  |
| ----------------- | ---------------------- | --- | --- | ---- | ---- | ---- | ----- | --- | --- | --- | --- | ---- |
| 1991              | «Сіетл Суперсонікс»    | 5   | 5   | 27.0 | .407 | .000 | 1.000 | 2.6 | 6.4 | 1.6 | .2  | 4.8  |
| 1992              | «Сіетл Суперсонікс»    | 8   | 8   | 27.6 | .466 | .000 | .583  | 2.6 | 4.8 | 1.0 | .3  | 7.6  |
| 1993              | «Сіетл Суперсонікс»    | 19  | 19  | 31.8 | .443 | .167 | .676  | 3.3 | 3.7 | 1.8 | .2  | 12.3 |
| 1994              | «Сіетл Суперсонікс»    | 5   | 5   | 36.2 | .493 | .333 | .421  | 3.4 | 5.6 | 1.6 | .4  | 15.8 |
| 1995              | «Сіетл Суперсонікс»    | 4   | 4   | 43.0 | .478 | .200 | .417  | 2.5 | 5.3 | 1.3 | .0  | 17.8 |
| 1996              | «Сіетл Суперсонікс»    | 21  | 21  | 43.4 | .485 | .410 | .633  | 5.1 | 6.8 | 1.8 | .3  | 20.7 |
| 1997              | «Сіетл Суперсонікс»    | 12  | 12  | 45.5 | .412 | .333 | .820  | 5.4 | 8.7 | 2.2 | .3  | 23.8 |
| 1998              | «Сіетл Суперсонікс»    | 10  | 10  | 42.8 | .475 | .380 | .940  | 3.4 | 7.0 | 1.8 | .1  | 24.0 |
| 2000              | «Сіетл Суперсонікс»    | 5   | 5   | 44.2 | .442 | .391 | .769  | 7.6 | 7.4 | 1.8 | .2  | 25.8 |
| 2002              | «Сіетл Суперсонікс»    | 5   | 5   | 41.4 | .425 | .267 | .586  | 8.6 | 5.8 | .6  | .4  | 22.2 |
| 2003              | «Мілвокі Бакс»         | 6   | 6   | 41.8 | .429 | .067 | .700  | 3.0 | 8.7 | 1.3 | .2  | 18.5 |
| 2004              | «Лос-Анджелес Лейкерс» | 22  | 22  | 35.1 | .366 | .250 | .750  | 3.3 | 5.3 | 1.0 | .2  | 7.8  |
| 2005              | «Бостон Селтікс»       | 7   | 7   | 34.1 | .446 | .071 | .833  | 4.1 | 4.6 | .9  | .1  | 10.3 |
| 2006†             | «Маямі Гіт»            | 23  | 0   | 24.3 | .422 | .293 | .720  | 1.7 | 1.6 | 1.0 | .1  | 5.8  |
| 2007              | «Маямі Гіт»            | 2   | 0   | 16.0 | .000 | .000 | –     | 2.0 | 1.5 | .0  | .0  | .0   |
| Усього за кар'єру | Усього за кар'єру      | 154 | 129 | 35.6 | .441 | .315 | .706  | 3.7 | 5.3 | 1.4 | .2  | 14.0 |

## Особисте життя
Одружений та має трьох дітей. Син — гравець НБА Гарі Пейтон II.
Після завершення спортивної кар'єри певний час працював аналітиком на телебаченні: протягом сезону 2008-2009 — на NBA TV, а у 2011 році — на Fox Sports 1.
1996 року заснував благодійну організацію The Gary Payton Foundation, яка допомагає створювати безпечні місця для дозвілля, а також сприяє учням з неблагополучних родин Окленда продовжувати свою освіту в школі.